# Jacob van Deventer

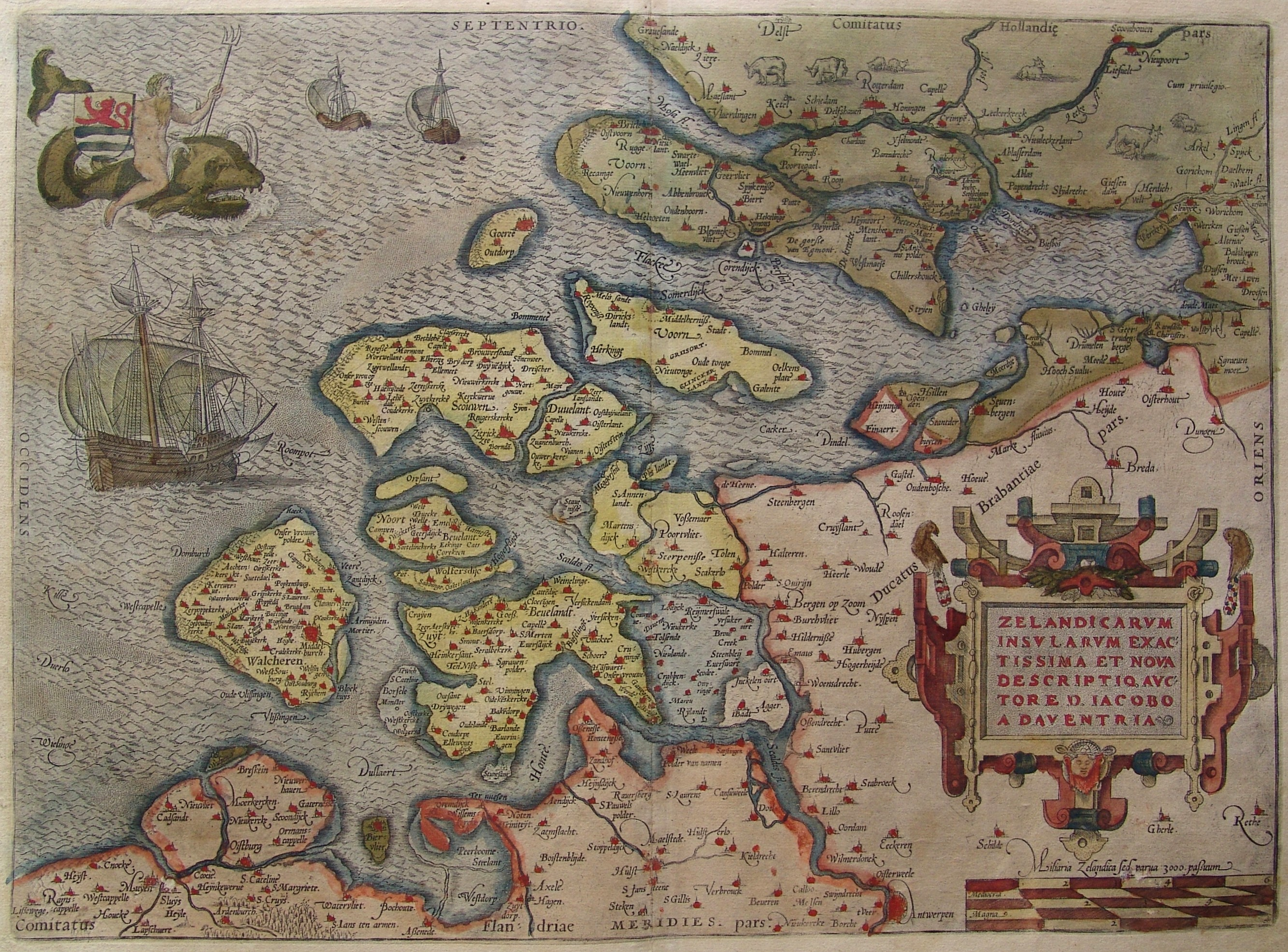
Jacob van Deventers karta över Zeeland, 1580.

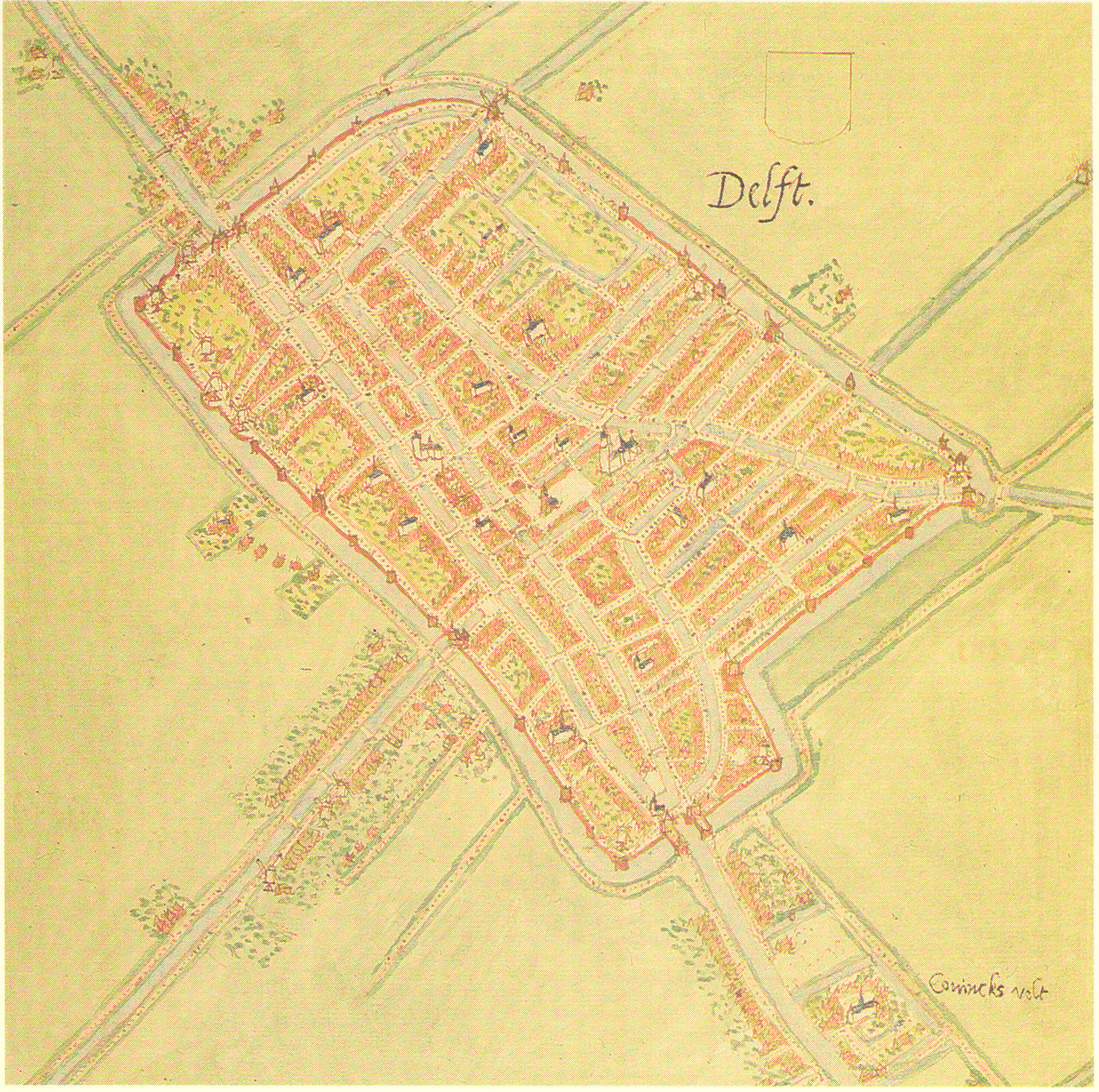
Karta över Delft, 1556.

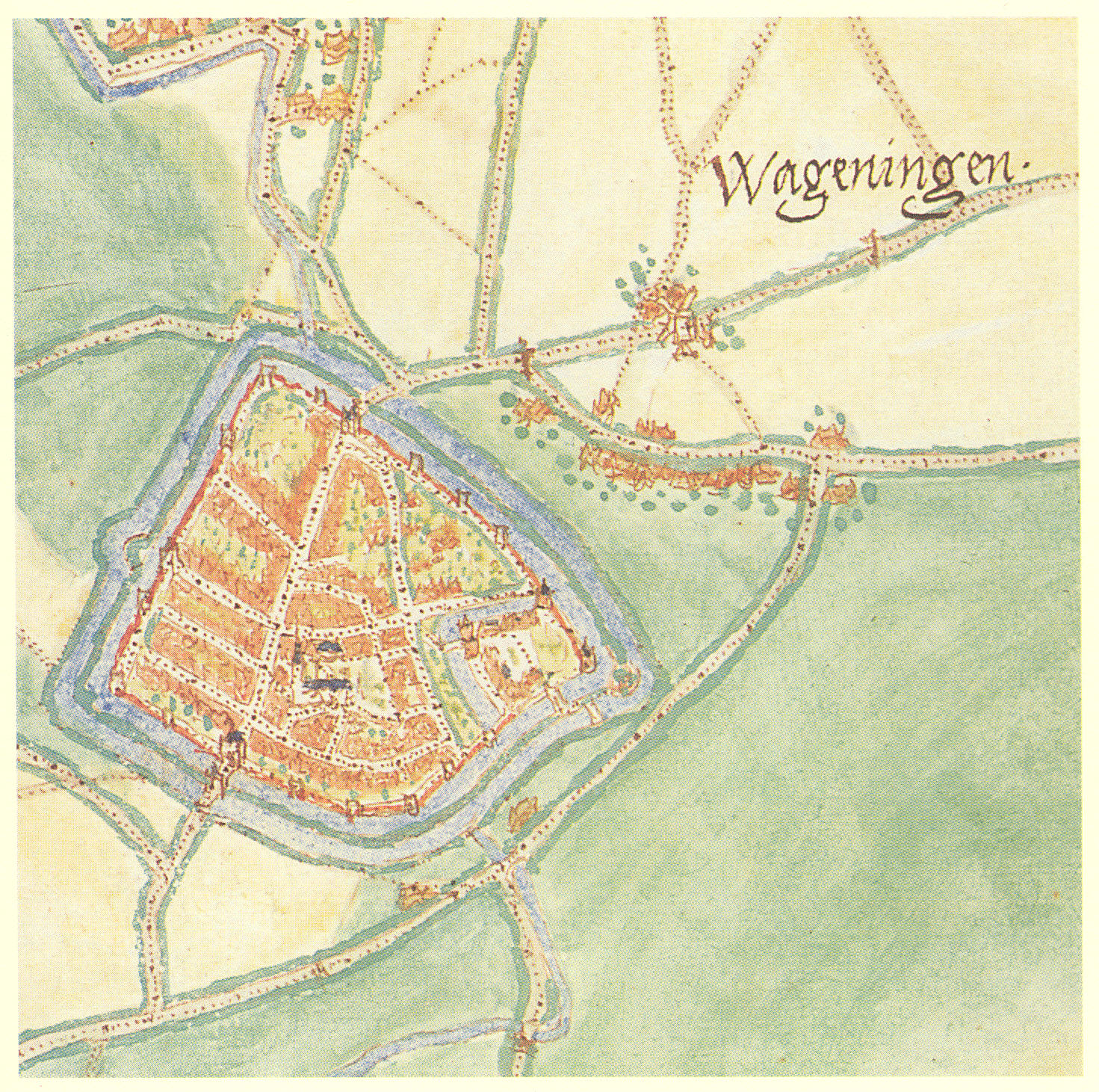
Karta över Wageningen, 1575.

Jacob Roelofs van Deventer, född omkring 1500–1505 i Kampen, död 1575 i Köln, var en nederländsk kartograf under renässansen. Han är idag mest känd för sitt arbete att systematiskt rita kartor över alla holländska städer under sin samtid.

## Biografi
Endast knapphändig biografisk information finns om Jacob van Deventer. Hans kundkrets tyder på att han var katolik. Trots sitt namn han var förmodligen inte född i Deventer, utan i Kampen i norra Nederländerna. Hans mor gifte sig med en man vid namn Roelof i Deventer år 1510, och Jacob förmodligen växte upp där. Han uppträder i källorna första gången den 24 april 1520, då han skrev in sig vid universitetet i Leuven under namnet "Jacobus de Daventria". Grundat på detta datum, borde hans födelseår ha varit runt 1500–1505. I Leuven var Jakobs intressen först inriktade på medicin och filosofi, men han började sedan intressera sig för geografi och kartografi. Han flyttade senare till Mechelen, varifrån 1572 han flyttade till Köln för att fly omvälvningarna i den nederländska revolten mot det spanska styret. Under sin bana som kartritare i den spanske kungens tjänst, fick Jacob van Deventer titeln "kejserlig kartograf" av kejsar Karl V år 1540, senare ändrat till "kunglig kartograf" efter kejsarens abdikation 1555.

## Verk
Jacob van Deventer var bland de första att systematiskt använda triangulering, en teknik vars teori beskrevs av hans samtida Gemma Frisius i boken Libellus de locorum describendorum ratione 1533. År 1536 utarbetade han en tryckt karta över Brabant, den första kartan i sitt slag att ges ut i Nederländerna. Han inledde därefter in i en imponerande karriär som kartritare. År 1559 fick han i uppdrag av kung Filip II att systematiskt kartlägga av alla städer i Nederländerna – ett projekt som skulle komma att bli hans livsverk. Den resulterande kartorna hölls opublicerade på grund av deras militära värde. Som en följd av detta glömdes de senare bort och återupptäcktes först i slutet av 1800-talet.
Jacobus van Deventer arbetade med detta monumentala projekt fram till sin död 1575. Under femton år skapade han mellan 250 och 260 stadskartor, som täcker ett område från Friesland till det som idag är norra Frankrike och som når in i Luxemburg och västra Tyskland.
Alla kartor gjordes enligt samma system, med en skala på cirka 1:8 000. De flesta gjordes i tre versioner. Den första var en snabbversion eller första skiss av staden och dess närmare omgivningar, baserad på topografiska data som samlats in genom kartläggning på plats, med text på holländska. Av dessa utkast upptäcktes 152 stycken år 1859 i olika arkiv i Nederländerna och i Kungliga biblioteket i Bryssel. Ett antal som förvarades i Middelburg förstördes senare under andra världskriget och har bevaras endast i form av kopior. Det andra steget var en "huvudkarta" (netkaart eller hoofdkaart), en "uppstädad" och utarbetad version av den förra kartan, med text på latin. En tredje karta, kallad bijkaart, framställdes och visade bara själva staden, utan omgivningarna. Den visar endast befästningar och kanaler, samt de viktigaste byggnaderna och gatorna. De viktigaste kartorna med tillhörande bijkaarten bevarades som en atlas i tre volymer i nationalbiblioteket i Madrid. Av dessa har en volym gått förlorad. 179 kartor finns bevarade, utöver 152 utkast.